# 김동유
김동유(金東囿, 음력 1965년 10월 4일~ )는 대한민국의 화가이다. 세포처럼 작은 이미지들로 전체의 이미지를 만들어내는 ‘픽셀 모자이크 회화’를 주로 그린다. 그의 작품 〈마릴린 먼로 vs 마오 각주〉이 2006년 홍콩 크리스티 경매에서 3억2000만원에 낙찰돼 당시 생존 대한민국 국내 작가로는 해외 경매 최고가를 기록했다. 2009년 국제 미술 사이트 ‘아트프라이스’가 발표한 ‘1945년 이후 출생한 세계 현대 미술 작가 중 최근 1년간 가장 많이 거래된 작가 100명’ 가운데 55위에 들었는데, 한국 작가로는 유일한 것이다.

## 저서
- 김동유 (2012년 11월 7일). 《그림꽃, 눈물밥》. 비채. ISBN 9788994343778.